# Щетининский переулок
Щети́нинский переу́лок — улица в центре Москвы на Якиманке между 1-м Казачьим и Погорельским переулками.

## История
Первоначально именовался Щетининским переулком, по фамилии домовладельца в 1745 г. князя Андрея Михайловича Щетинина. В XIX в. — Малый Екатерининский переулок, по церкви Екатерины Великомученицы, что на Всполье, построенной в 1612 году. При устранении одноименности 7 июня 1922 года было восстановлено ранее существовавшее название. Одновременно Большой Екатерининский переулок был переименован в Погорельский переулок — Погорельский переулок.

## Описание
Щетининский переулок начинается от 1-го Казачьего и проходит на юг параллельно Большой Ордынке до Погорельского.

## Здания и сооружения
По нечётной стороне:
По чётной стороне:

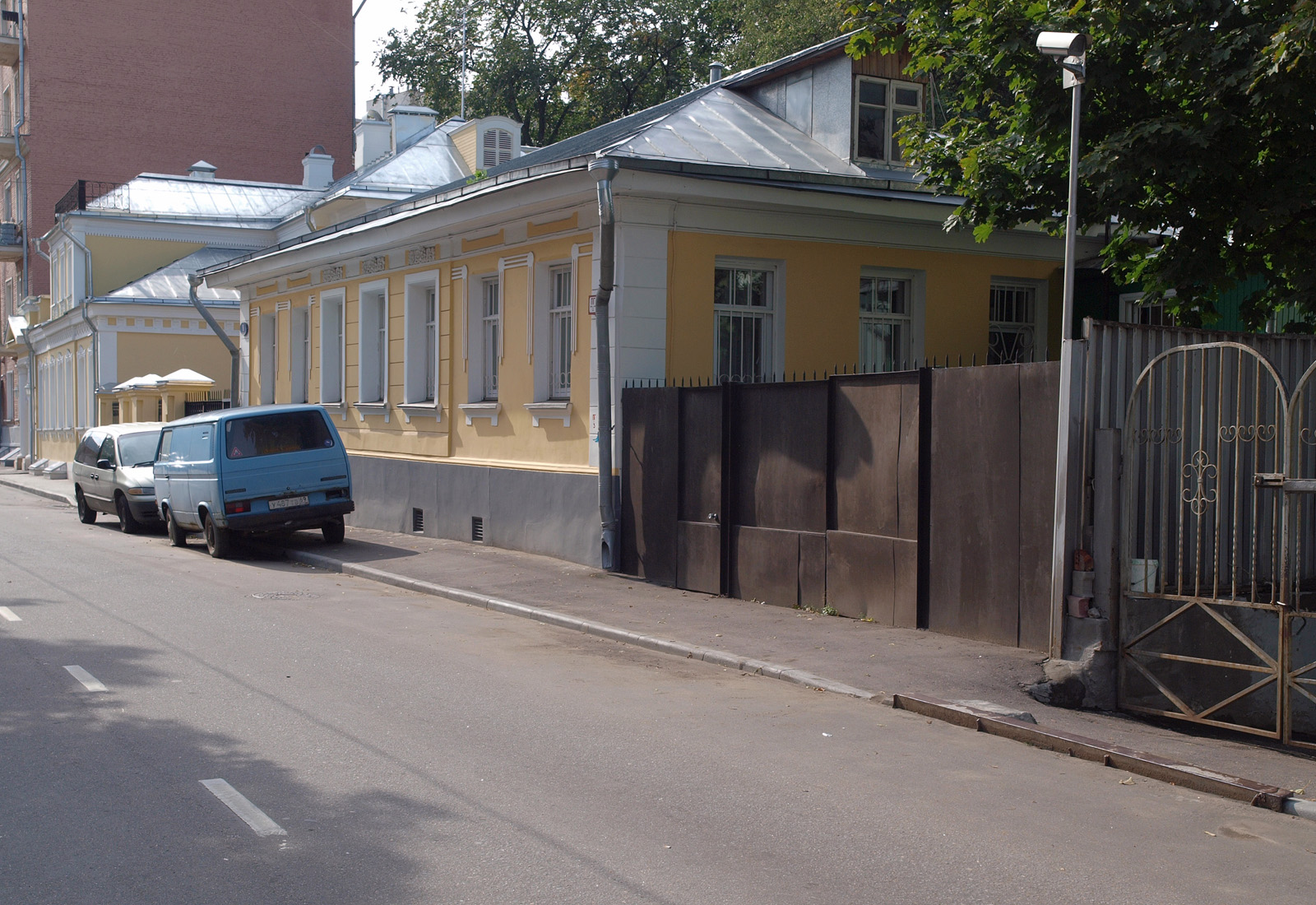
№ 10. Музей Тропинина.

- № 8 — Бывший «Жилой дом Яковлевой, 1833 г., кон. XIX в.» Перестроен около 1875 года. Одноэтажный одноподъездный деревянный жилой дом.
- № 10 — Музей В. А. Тропинина и московских художников его времени. Бывший главный дом городской усадьбы Масленниковых-Петуховых, 1 пол. XIX в., перестройки: 1870 г., 1883 г. (памятная табличка на доме)